# پرنده‌باز آلکاتراز
پرنده‌باز آلکاتراز (به انگلیسی: Birdman of Alcatraz) نام یک کتاب ادبی است که توماس ئی. گادیس (به انگلیسی: Thomas E. Gaddis)، نویسندهٔ اهل ایالات متحدهٔ آمریکا آن را نوشته و در سال ۱۹۵۵ منتشر شد. این کتاب بر اساس داستان یک زندانی به نام «رابرت فرانکلین استرود» نوشته شده که در زندان آلکاتراز در جزیرهٔ آلکاتراز (پلیکان نام پرنده‌ای) که به صخره هم معروف بوده زندانی بوده‌است. زندان آلکاتراز یکی از زندان‌های معروف فدرال آمریکا بوده که امروزه جزو میراث ملی است و به موزه تبدیل شده.